# Szczawian wapnia
Szczawian wapnia – organiczny związek chemiczny, sól wapniowa kwasu szczawiowego. Związek ten zawarty jest w roślinach uprawnych, m.in. w szczawiu (jego wakuoli). Nie jest wchłaniany przez człowieka. Natomiast w postaci krystalicznej może zaczopować kanaliki nerkowe i doprowadzić do powstawania kamieni nerkowych.

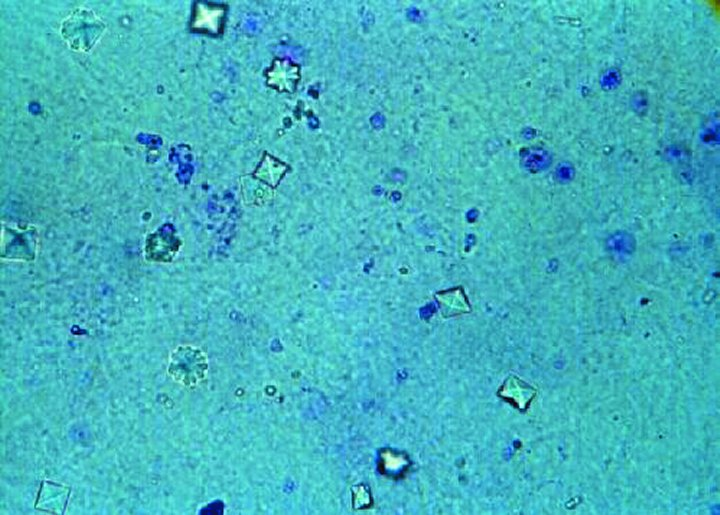
Zdjęcie mikroskopowe kryształów szczawianu wapnia w moczu

W organizmach występują następujące formy kryształów szczawianu wapnia:
- jedyńce – mają postać pryzmatów lub romboedrów
- styloidy – występują zazwyczaj jako pojedyncze graniastosłupy, rzadziej spotykane są zrosty dwóch kryształów (kryształy bliźniacze lub dwojaki)
- rafidy – są złożone z wielu kryształów i przyjmują postać ułożonych szeregowo igieł
- druzy – powstają ze zrośnięcia się wielu drobnych kryształów (według F.P. wyd. IV, V i VI: "gruzły")
- piasek krystaliczny – zbiór wielu drobnych kryształów, luźno ułożonych względem siebie, wypełniają prawie całą komórkę
- włókna okrysztalone – tworzone są w wyniku inkrustacji komórek danej tkanki